# 노보넨

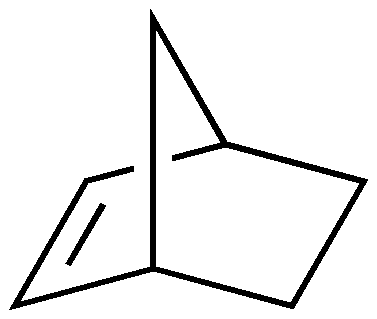

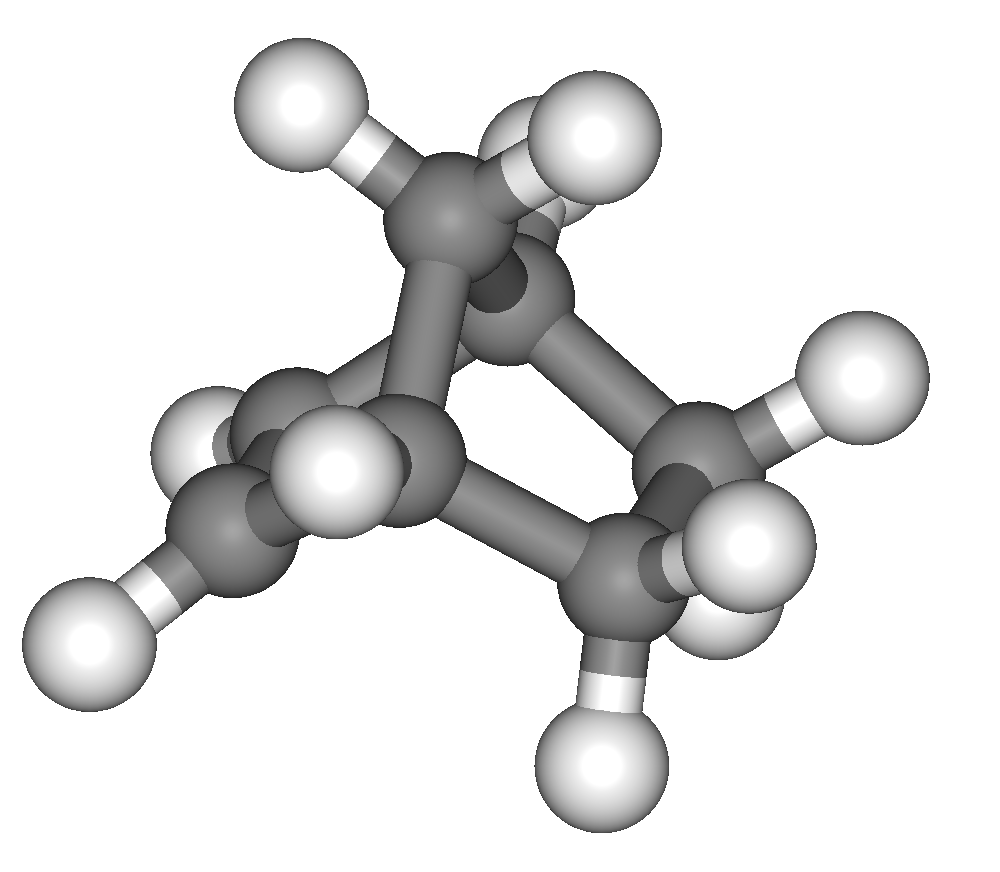

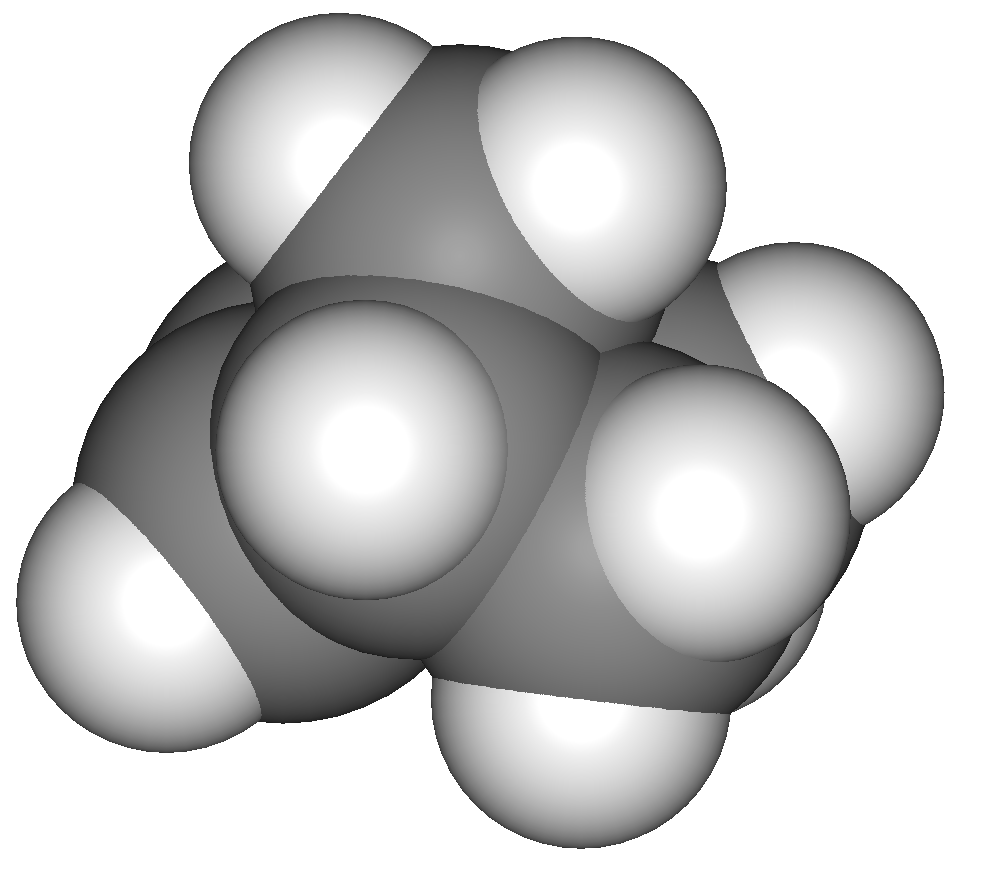

노보넨(Norbornene) 또는 노르보르넨은 고리 무리가 큰 두고리 탄화수소이다. 두개의 다리 탄소가 1개, 2개, 2개의 탄소로 연결되어있는데 그 중 하나는 이중 결합을 포함한 구조이다. 노보나다이엔(Norbornadiene), 노보네인(Norbornane)등이 유사한 화합물이다.

## 생산
노보넨은 사이클로펜타디엔과 에틸렌의 딜스-알더 반응에 의해 만들어진다. 연관된 두고리 화합물에는 노보나디엔과 노보난이 있다. 노보넨과 노보나디엔은 모두 같은 탄소 골격과 두 개의 이중 결합을 가잔다. 노보난은 노보넨의 수소화에 의해 생성된다.